# あいち尾東農業協同組合
あいち尾東農業協同組合（あいちびとうのうぎょうきょうどうくみあい）は、愛知県日進市に本店を置く農業協同組合。通称、JAあいち尾東。なお、「尾東」とは、当JAのエリアが、愛知県尾張地区の東（東尾張とも）にあることから。

## 管内エリア
- 日進市、瀬戸市、尾張旭市、豊明市、長久手市、東郷町（愛知郡）

## 沿革
- 1999年4月1日　瀬戸市農業協同組合、尾張旭市農業協同組合、豊明農業協同組合、愛知東郷農業協同組合、日進農業協同組合、長久手農業協同組合が合併して発足。

## 店舗

### 本店・支店・出張所
※出張所は、すべてATMのみ設置。
日進市
- 本店
- 日進支店
- 岩崎支店
- 米野木支店
- 浅田支店

瀬戸市
- 瀬戸支店
- 山口支店
- 水野支店
- 品野支店
- バロー瀬戸西店出張所

尾張旭市
- 尾張旭支店
- 尾張旭東支店
- 本地ヶ原支店

豊明市
- 豊明支店
- 豊明栄支店

長久手市
- 長久手支店
- 長久手西支店
- イオンモール長久手出張所
- アオキスーパー長久手出張所

東郷町
- 東郷支店
- 春木支店
- しみず出張所

### 園芸センター・グリーンセンター・産直センター・フレッシュセンター
日進市
- 日進園芸センター

瀬戸市
- 瀬戸グリーンセンター

尾張旭市
- 尾張旭グリーンセンター

豊明市
- 豊明フレッシュセンター
- 豊明西部産直センター

長久手市
- 長久手グリーンセンター

東郷町
- 東郷グリーンセンター

### 営農センター
- 北部営農センター
- 中部営農センター
- 南部営農センター

### 不動産
- 中部資産管理センター
- 北部資産管理センター
- 南部資産管理6センター